# Reis de Corinto
Reis e tiranos de Corinto

## Reis Heraclídicos de Corinto
São Heráclidas. A fonte para os nomes é Diodoro Sículo, Biblioteca Histórica, 7.9
- Aletes 1073 - 1035 AEC
- Ixion 1035 - 997 AEC
- Agelas I 997 - 960 AEC
- Prymnis 960 - 925 AEC
- Bacchis 925 - 890 AEC
- Agelas II 890 - 860 AEC
- Eudemus 860 - 835 AEC
- Aristomedes 835 - 800 AEC
- Agemon 800 - 784 AEC
- Alexander 784 - 759 AEC
- Teleste 759 - 747 AEC

## Oligarquia dos baquíadas
Os baquíadas foram uma oligarquia, formada por descendentes de Bacchis, que dominaram Corinto por 90 anos.